# Мавзолеи семейства Мирзы Адыгёзаль-бека
Мавзоле́и семе́йства Мирзы́ Адыгёзаль-бе́ка — историко-архитектурные памятники в селе Рагимли Геранбойского района Азербайджана. До нашего времени сохранились 6 мавзолеев, расположенных на кладбище указанного села. 4 больших мавзолея были построены из варёного кирпича, два малых мавзолея – из речного камня. Из надписей на фасадах мавзолеев становится ясно, что в одном из них похоронен азербайджанский историк Мирза Адыгёзаль-бек, в остальных – члены его семьи.
́
Мавзолеи квадратной формы, построенные из варёного кирпича, расположены на одной линии на расстоянии примерно 10 метров друг от друга. Мавзолей Мирзы Адыгёзаль-бека снаружи имеет форму правильного квадрата, изнутри – креста с неглубокими линиями. Второй мавзолей, расположенный около гробницы Мирзы Адыгёзаль-бека, снаружи имеет форму квадрата с обрезанными углами. Тонкие стены мавзолея выполнены в форме неглубоких ниш.
Постановлением Кабинета министров Азербайджанской Республики № 132 от 2 августа 2001 года здание охраняется государством и внесена в список памятников архитектуры.

## История
До нашего времени сохранились 6 мавзолеев, расположенных на кладбище села Рагимли. 4 больших мавзолея были построены из варёного кирпича, два малых мавзолея – из речного камня. Из надписей на гипсовых табличках, установленных на фасадах мавзолеев, становится ясно, что в одном из них похоронен азербайджанский историк Мирза Адыгёзаль-бек, в остальных – члены его семьи. На мавзолее Мирзы Адыгёзаль-бека указано, что он скончался в 1847/1848 годах. Также отмечено, что надпись сделал каллиграф Мирза Мехти Гянджеви.

## Архитектурные особенности
Мавзолеи квадратной формы, построенные из варёного кирпича, расположены на одной линии на расстоянии примерно 10 метров друг от друга. Два из них, расположенных в центре, были лучше изучены учёными.
Мавзолей Мирзы Адыгёзаль-бека снаружи имеет форму правильного квадрата, а изнутри – креста с неглубокими линиями. Такое решение внутреннего объёма мавзолея объясняется широким распространением ранних форм куполообразных усыпальниц.
Внутренние параметры мавзолея составляют 5.8 на 5.8 метра, толщина фасадных стен – 82 см. На карнизе, немного выпирающем за основной объём гробницы, внешне имеющей форму правильной четырёхугольной призмы, расположен сферический купол. Купол был построен из квадратных кирпичей размером 20x21x4 см. Главный вход в гробницу находится с южной стороны, также есть небольшие дверные проёмы с западной, восточной и северной сторон.
Второй мавзолей, расположенный около гробницы Мирзы Адыгёзаль-бека, снаружи имеет форму квадрата с обрезанными углами. Тонкие стены мавзолея выполнены в форме неглубоких ниш. Решение внутреннего объёма этого мавзолея соответствует архитектуре мавзолея Мирзы Адыгёзаль-бека. Переход от объёма квадратного мавзолея к куполу выполнен с помощью парусов, украшенных растительным узором. Орнаменты были созданы путём нанесения контуров на сырую штукатурку, а затем были раскрашены.